# Gabe Kapler
Gabriel Stefan Kapler, detto Gabe (Los Angeles, 31 luglio 1975), è un ex giocatore di baseball e dirigente sportivo statunitense, nel ruolo di esterno ha giocato nella Major League Baseball e nella Nippon Professional Baseball.

## Carriera

### Inizi e Minor League
Nato nel celebre quartiere di Hollywood a Los Angeles, Kapler frequentò la Taft High school nel sobborgo di Woodland Hills. Ottenuto il diploma si iscrisse all'università, prima alla California State University di Fullerton, nella contea di Orange, e poi al Moorpark College di Moorpark, nella contea di Ventura. Da lì venne selezionato nel 57 turno del draft MLB 1995 dai Detroit Tigers e fu assegnato nella classe A-breve. Nel 1996 giocò nella classe A e nel 1997 nella classe A-avanzata.

### Major League
Debuttò nella MLB il 20 settembre 1998, al Tiger Stadium di Detroit contro i Minnesota Twins, registrando la sua prima valida. Concluse la stagione con 7 presenze nella MLB e 139 nella Doppia-A.
Nella stagione 1999, giocò invece in 130 partite di major league e in 14 di Tripla-A.
Il 2 novembre 1999, i Tigers scambiarono Kapler (assieme a Frank Catalanotto, Francisco Cordero, Bill Haselman, Justin Thompson e il giocatore di minor league Alan Webb) con i Texas Rangers per Juan Gonzalez, Danny Patterson e Gregg Zaun.
Il 31 luglio 2002, i Rangers scambiarono Kapler e Jason Romano con i Colorado Rockies per Todd Hollandsworth e Dennys Reyes.
Il 28 giugno 2003, i Rockies cedettero Kapler ai Boston Red Sox in cambio di una somma in denaro. Divenne free agent a fine stagione 2004.

### Nippon Pro Baseball
Giocò la prima parte della stagione 2005 nella Nippon Professional Baseball con gli Yomiuri Giants.

### Ritorno nella MLB
Il 15 luglio 2005, firmò nuovamente con i Red Sox, che lo svincolarono il 18 novembre. Il 23 gennaio 2006, rifirmò con i Red Sox con cui rimase fino al termine della stagione.
Il 20 dicembre 2007, firmò con i Milwaukee Brewers con cui giocò per l'intera stagione 2008.
Il 12 gennaio 2009, firmò con i Tampa Bay Rays, squadra con cui disputò il 14 agosto 2010, la sua ultima partita di Major League. Divenne free agent a fine stagione 2010.
Il 18 gennaio 2011, firmò con i Los Angeles Dodgers, che lo svincolarono il 31 marzo 2011.

## Carriera da allenatore
Nel 2018 e 2019, Kapler fu manager dei Philadelphia Phillies. Nel novembre 2019 venne assunto come manager dai San Francisco Giants, succedendo al ritirato Bruce Bochy. Alla sua seconda stagione sulla panchina arancionera, portò San Francisco a chiudere la MLB 2021 con il record di 107 vittorie (record di franchigia) e 55 sconfitte: la postseason dei Giants si concluse con l'eliminazione alle National League Division Series contro i Dodgers per 3-2, tuttavia Kapler venne nominato manager dell'anno della National League.

## Palmares

### Club
- World Series: 1

Boston Red Sox: 2004

### Individuale
- Allenatore dell'anno della National League: 1

2021
- Giocatore della settimana: 1

AL: 30 luglio 2000